# Vovciok, Kozeleț
Vovciok (în ucraineană Вовчок) este o comună în raionul Kozeleț, regiunea Cernihiv, Ucraina, formată numai din satul de reședință.

## Demografie
Componența lingvistică a comunei Vovciok
     Ucraineană (99,01%)
     Alte limbi (0,66%)
Conform recensământului din 2001, majoritatea populației comunei Vovciok era vorbitoare de ucraineană (99,01%), existând în minoritate și vorbitori de alte limbi.